# نفل مدبب الأزهار
النفل مدبب الأزهار (باللاتينية: Trifolium acutiflorum) نوع نباتي من جنس النفل من الفصيلة البقولية.

## الموئل والانتشار
موطنه المغرب العربي.